# Chloridolum grossepunctatum
Chloridolum grossepunctatum es una especie de escarabajo longicornio del género Chloridolum, tribu Callichromatini, familia Cerambycidae. Fue descrita científicamente por Gressitt & Rondon en 1970.
Se distribuye por Asia: China, Laos y Vietnam. Mide 20-20,5 milímetros de longitud. El período de vuelo ocurre en los meses de abril, mayo y junio.